# Julius Körner
Richard Wilhelm Julius Körner (ur. 22 grudnia 1870 w Sülldorfie, zm. 19 listopada 1954 w Hamburgu) – niemiecki wioślarz, brązowy medalista olimpijski.
Wystąpił na igrzyskach olimpijskich w Paryżu w 1900, gdzie niemiecka osada Favorite Hammonia w składzie: Wilhelm Carstens, Julius Körner, Adolf Möller, Hugo Rüster i sternik Max Ammermann zdobyła brązowy medal w czwórkach ze sternikiem. Do srebrnych medalistów, Francuzów z Club Nautique de Lyon Niemcy stracili 0,2 sekundy.